# Шуштер (мугам)

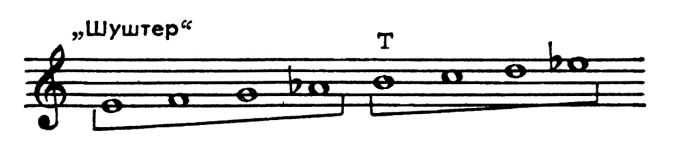
Звукоряд лада Шуштер

«Шуштер» или «Шуштэр» (азерб. Şüştər) — один из мугамов (многочастных вокально-инструментальных произведений) и семи основных ладов в азербайджанской народной музыке.
Мугам «Шуштер» состоит из отделов «Бердашт», «Амири, «Шуштер» и «Таркиб». С мугамом «Хумаюн» у мугама «Шуштер» имеются несколько общих отделов (например, «Шуштер», «Таркиб» и др.). В истории азербайджанского искусства виртуозным исполнением мугама «Шуштер» известен ханенде Мешади Мамед Фарзалиев.
Лад «Шуштер» образуется раздельным или смежным соединением (1/2-1-1 тонов). В народной музыкальной практике лад «Шуштер» часто используется для выражения печали, грусти, о чём написано в труде «Основы азербайджанской народной музыки» Узеира Гаджибекова. Гаджибеков отмечал, что в ладе Шуштер остановка мелодии на тонике производит впечатление половинной каденции, а остановка  на нижней кварте тоники запечатлевается как удовлетворяющее окончание мелодии.
На ладе «Шуштер» основаны собственно сам мугам «Шуштер», его теснифы и рянги, а также некоторые азербайджанские народные песенные и танцевальные мелодии. Так, например, мелодии народных танцев «Узундара» и «Тураджи» основаны на ладе «Шуштер».